# 114 Dywizja Strzelców (III Rzesza)
114 Dywizja Strzelców (niem. 114. Jäger-Division) – jedna z niemieckich dywizji strzelców. Utworzona została 1 kwietnia 1943 r. w Jugosławii z 714 Dywizji Piechoty. 

## Szlak bojowy
Początkowo dywizja stacjonowała w Jugosławii pełniąc obowiązki okupacyjne i zwalczając partyzantkę. W styczniu 1944 r. została przeniesiona do Rijeki, a w lutym pod Anzio, gdzie walczyła z desantem alianckim (operacja Shingle). Później walczyła pod Monte Cassino, na Linii Gustawa, na Linii Gotów i pod Bolonią. W marcu 1945 r. z dywizji pozostało jedynie ok. tysiąca żołnierzy, którzy zostali rozproszeni 23 kwietnia 1945 r. nad Padem. Niedobitki stawiały opór do ostatnich dni wojny.

## Dowódcy
- Generalleutnant Karl Eglseer (od kwietnia 1943),
- Generalmajor Alexander Bouquin (od 11 października 1943),
- Generalmajor dr. Hans Bölsen (od 19 maja 1944),
- Generalmajor Hans-Joachim Ehlert (od 19 lipca 1944),
- Generalmajor Martin Strahmmer (od 15 kwietnia 1945 do 2 maja, gdy został zastrzelony po schwytaniu przez Amerykanów w niewyjaśnionych okolicznościach)[2].

## Skład
- 721  pułk strzelców
- 741  pułk strzelców
- 661  pułk artylerii
- 14  batalion cyklistów
- 114  batalion niszczycieli czołgów
- 114  batalion inżynieryjny
- 114  batalion łączności
- 114  dywizyjne oddziały zaopatrzeniowe